# Gandaki (strefa)
Gandaki (nep. गण्डकी) – jedna ze stref w regionie Paśćimańćal, w Nepalu. Nazwa strefy pochodzi od rzeki Kali Gandaki. Stolicą tej strefy jest miasto Pokhara. Na terenie tej strefy znajdują się między innymi Annapurna i Manaslu.
Gandaki dzieli się na 6 dystryktów:
- Dystrykt Gorkha (Gorkha),
- Dystrykt Kaski (Pokhara),
- Dystrykt Lamjung (Bensi Sahar),
- Dystrykt Manang (Chame),
- Dystrykt Syangja (Syangja),
- Dystrykt Tanahu (Damauli).